# Pont de Normandie
De Pont de Normandie, of de Brug van Normandië, is een tuibrug in Normandië over de Seine.

## Ligging
De brug ligt op de plaats waar de Seine in Het Kanaal uitmondt. Dat is voor het estuarium van de Seine, waar de havenstad Le Havre ten noorden van ligt. Ten zuiden van het estuarium ligt daar het pittoreske Honfleur. De Pont de Normandie is een onderdeel van de Franse snelwegroute A29, die langs deze twee plaatsen komt. Zij worden door de brug met elkaar verbonden.
De brug is zo hoog ontworpen, dat een vrije doorvaart onder de brug mogelijk is.

## Beschrijving
De Pont de Normandie is met een totale lengte van 2.143,21 m, de langste in zijn soort in Europa. De brug is na een bouwtijd van zeven jaar op 20 januari 1995 ingewijd. De hoofdaannemer was Bouygues. Op het moment van opening was het de langste tuibrug ter wereld en ook de overspanning van 856 m tussen twee pilaren was destijds ongeëvenaard. In 1999 werd in Japan de Tatarabrug gebouwd, die een grotere overspanning had dan de Pont de Normandie.
De twee betonnen pilaren hebben de vorm van een omgekeerde Y. Het gewicht van elke pilaar is 20.000 ton en de hoogte bedraagt 214,77 m. Meer dan 19.000 ton staal en 184 kabels waren nodig voor de constructie van de pilaren.

## Verkeer
De Pont de Normandie is in de eerste plaats ontworpen voor autoverkeer, beide kanten op zijn er twee rijstroken. Voor het oversteken van de Pont de Normandie moet tol worden betaald. Voor motorrijders ligt er bij tolpoorten een aparte rijstrook, zij hoeven geen tol te betalen. De plaats waar de tol wordt geheven, ligt in de beide richtingen van het verkeer op de noordoever, op dezelfde hoogte.
Op beide kanten van de weg ligt aan de rechterkant een smal fietspad. Zij liggen niet apart van de rijweg. Naast het fietspad ligt nog een smal voetpad. Fietsers en wandelaars kunnen gratis van de brug gebruikmaken.

## Trivia
- Op het biljet van 500 euro is een gestileerde afbeelding van de Pont de Normandie gedrukt.
- De Pont de Normandie is de enige door mensen gebouwde constructie, die in de bergprijs van de Tour de France heeft meegeteld.

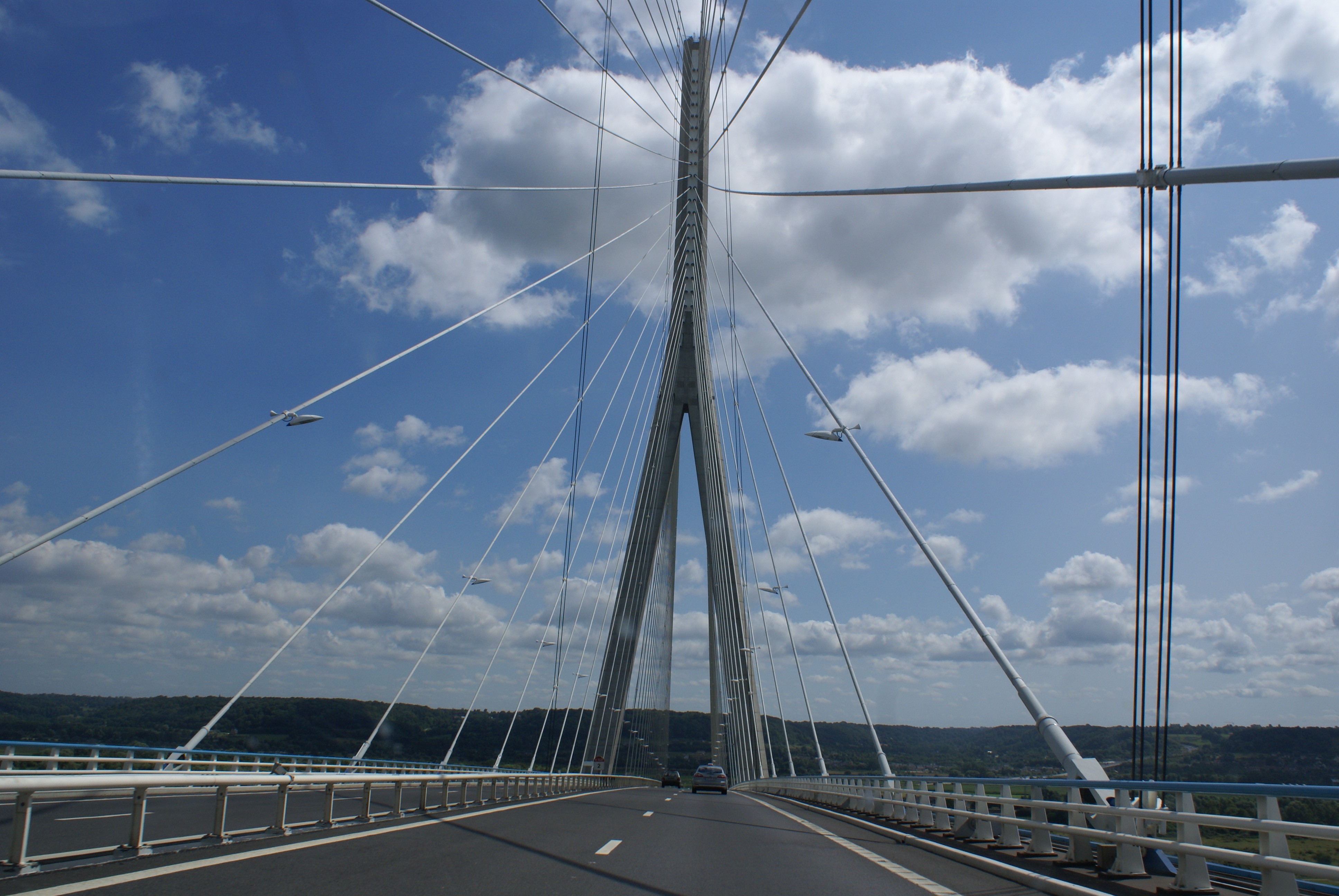
Op de brug
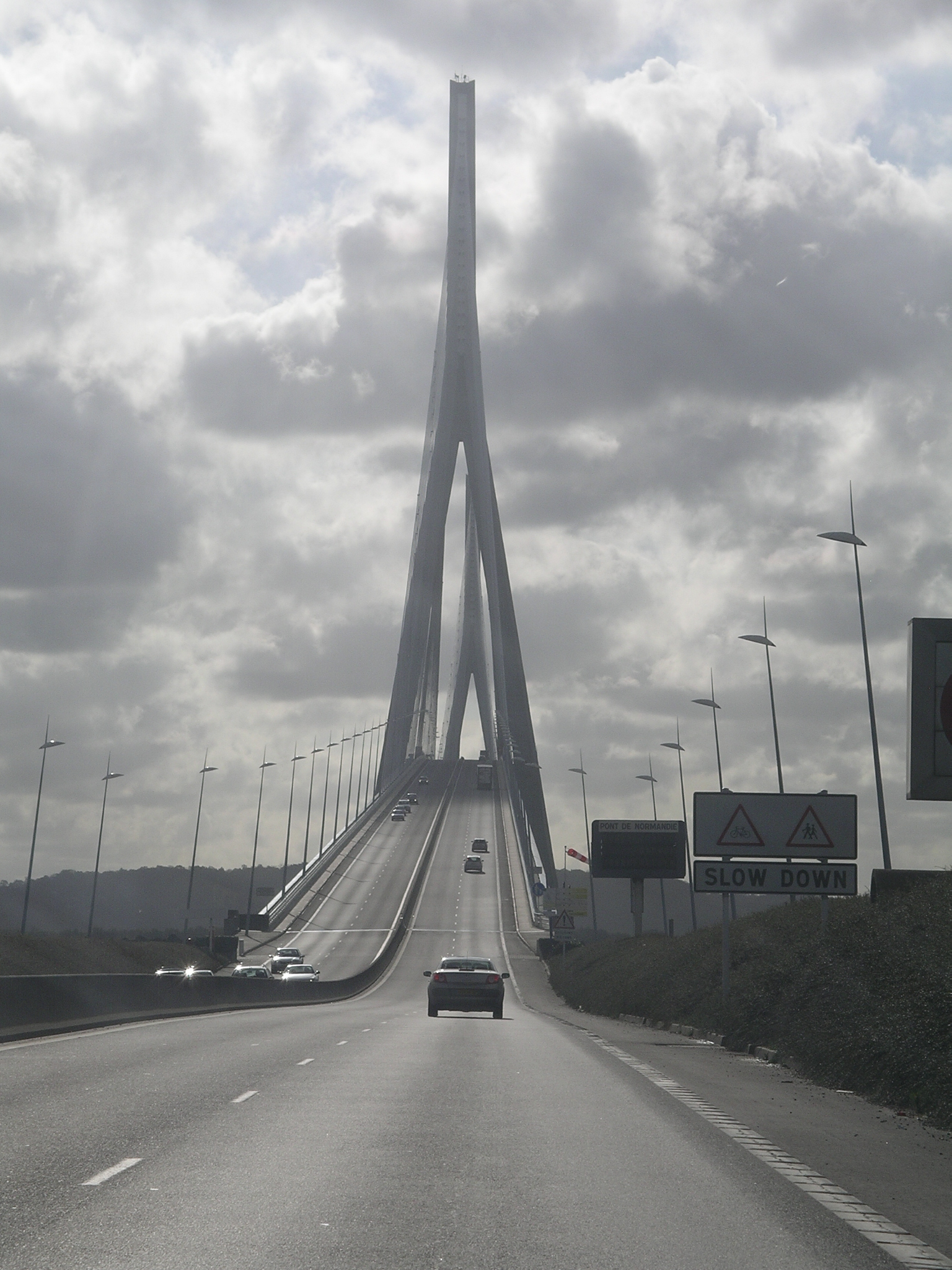
Vanaf de A29
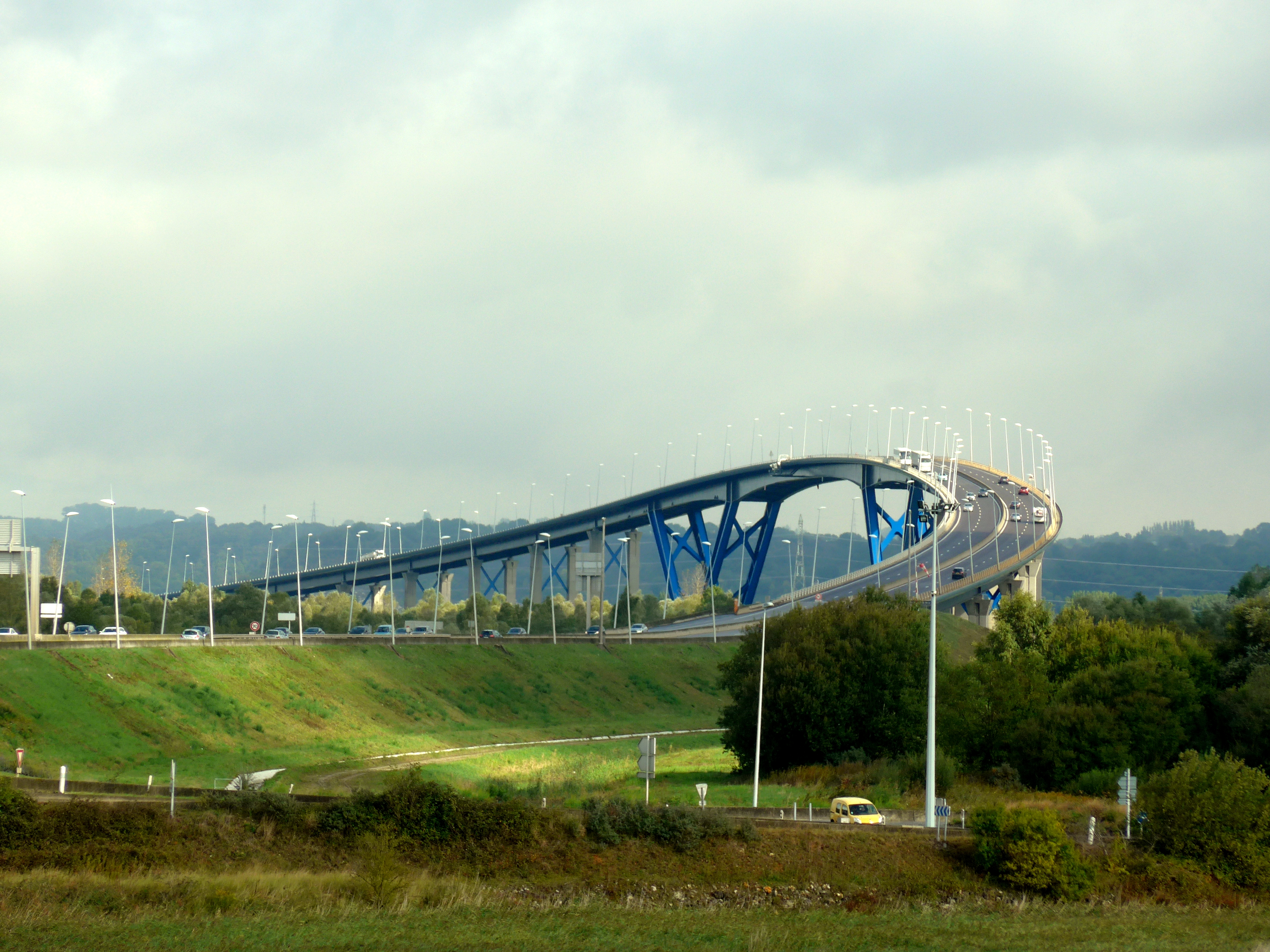
Viaduct over het grand canal du Havre, toerit vanuit het noorden